# CLOVA WAVE
CLOVA WAVE（クローバ・ウェーブ）は、AIアシスタント「LINE CLOVA」を搭載したスマートスピーカーである。音声操作によるLINEメッセージの読み上げや返信、LINE MUSICが提供する4000万曲に及ぶ楽曲の再生などが利用可能である。対応言語は日本語と朝鮮語。
2017年7月に機能が限定された先行体験版の予約受付が開始され、2017年10月5日に正式版が発売開始された。先行体験版は正式版の発売に合わせてアップデートされ、正式版と同様の機能が使えると発表された。

## CLOVA Friends
CLOVA Friends（クローバ・フレンズ）、CLOVA Friends mini（クローバ・フレンズ・ミニ）は、LINE FRIENDSのキャラクターをモチーフとしたスマートスピーカーである。CLOVA Friendsは2017年12月14日に税込8640円で発売された。CLOVA Friendsは378g、CLOVA Friends miniは258gと、WAVEより軽量の仕様となっているが、赤外線による家電操作機能が省かれている。